# Abram Petrovič Gannibal
Abram Petrovič Gannibal, anche Hannibal o Ganibal o Ibrahim Hannibal o Abram Petrov (in russo Абра́м Петро́вич Ганниба́л?; 1696 – San Pietroburgo, 14 maggio 1781), è stato un generale russo.
Portato in Russia dopo essere stato riscattato dalla schiavitù e adottato da Pietro I, divenne maggior generale del Genio militare, governatore di Reval e nobile dell'Impero russo. Fu bisnonno di Aleksandr Puškin, che scrisse su di lui un romanzo incompiuto, Il negro di Pietro il Grande.

## Biografia
Le sue origini sono incerte. Le prime notizie scritte su Gannibal suggeriscono che sia nato nel 1696 presso un villaggio chiamato Lagon, situato «sull’estrema riva nord-est del fiume Mareb» che, attualmente, funge da confine naturale tra l'Eritrea e l'Etiopia. Su una mappa datata 1810 del diplomatico, viaggiatore ed egittologo britannico Henry Salt, vi è indicata una località di nome Logo, sita in una zona della provincia eritrea dell'Acchelè-Guzai dove, attualmente, risiederebbero i Loggo Sarda, una popolazione dotata di leggi proprie, nonché seguace della Chiesa ortodossa eritrea Tewahedo; altri sostengono invece che corrisponda a Loggo Chewa, in Eritrea. Una ricerca, condotta nel 1996 da Dieudonné Gnammankou, ipotizza che il villaggio natío di Gannibal sia rintracciabile nell'odierno sultanato del Logone-Birni, in un territorio nei pressi del fiume Logone, a sud del lago Ciad (in Camerun).
In un documento ufficiale, che Gannibal stesso presentò nel 1742 all'imperatrice Elisabetta nel corso della richiesta per il rango di nobiltà e per un blasone, chiese il diritto di usare uno stemma di famiglia raffigurante un elefante e la misteriosa parola FVMMO, che significherebe "patria" in lingua Kotoko-Yedina (tuttavia, è stato pure ipotizzato che FVMMO stia per la locuzione latina Fortuna Vitam Meam Mutavit Oppido, ovvero «La fortuna ha cambiato la mia vita completamente»)
All'età di sette anni, nel 1703 circa, Gannibal venne portato alla corte del sultano ottomano di Costantinopoli. In base all'anno, il sultano doveva essere o Mustafa II, che regnò dal 1695 al 1703, o Ahmed III, che regnò invece dal 1703 al 1730. La biografia tedesca di Gannibal, compilata in forma anonima dalle sue stesse parole, spiega che «i figli delle famiglie nobili venivano presi su ordine del capo di tutti i musulmani, il sultano turco, come ostaggi», per essere uccisi o venduti come schiavi se i loro padri si fossero comportati male. Sua sorella Lahan venne catturata assieme a lui, ma morì durante il viaggio.
Nel 1704, dopo aver trascorso un anno a Costantinopoli, fu riscattato e portato in Russia dal vicedirettore dell'ambasciatore russo Savva Vladislavič Raguzinskij, per ordine dei suoi superiori (uno dei quali era Pëtr Andreevič Tolstoj, bisnonno del celebre scrittore Lev Tolstoj). A San Pietroburgo, l'imperatore Pietro il Grande lo adottò e lo crebbe assieme ai suoi figli. Gannibal fu battezzato nel 1705 nella chiesa di Santa Parasceve, a Vilnius, con Pietro il Grande come padrino.

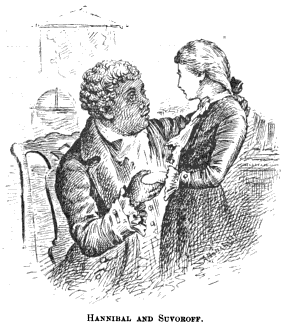
Gannibal a colloquio con Aleksandr Suvorov

### Istruzione
Nel 1717 Gannibal venne portato in Francia, a Metz (benché Puškin avesse, invece, indicato Parigi nel proprio romanzo), per poter continuare i propri studi in campo artistico, scientifico e militare. A quel punto, egli parlava correntemente diverse lingue e conosceva la matematica e la geometria. Combatté con l'esercito di Luigi XV di Francia contro quello di Filippo V di Spagna, zio di Luigi, raggiungendo il grado di capitano.
Fu durante questa sua permanenza in Francia che adottò il cognome Gannibal, in onore del celebre generale cartaginese Annibale (Gannibal è, infatti, la tradizionale traslitterazione del nome in russo). A Parigi, Gannibal ebbe modo di conoscere famose personalità dell'Illuminismo, quali Denis Diderot, il barone di Montesquieu e Voltaire (che lo definì "stella oscura dell'Illuminismo"), con i quali strinse rapporti d'amicizia.

### Sotto Pietro e Elisabetta

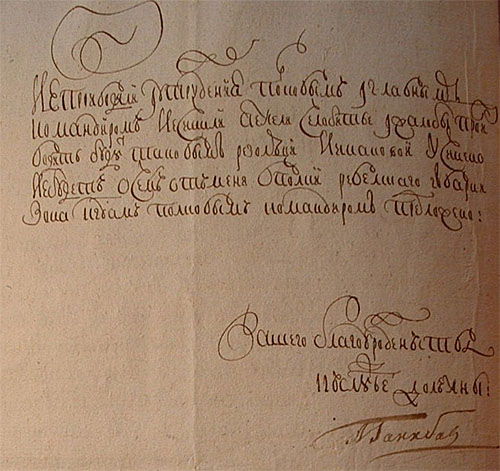
Lettera del 22 marzo 1744 firmata da A. Gannibal, Archivio della città di Tallinn

L'istruzione di Gannibal fu completata nel 1722 e, pertanto, egli dovette ritornare a San Pietroburgo. Si dice che Pietro stesso gli fosse venuto incontro per riceverlo (almeno questo è quello che racconta Puškin nel suo incompiuto romanzo).
Dopo la morte di Pietro nel 1725, Gannibal fu esiliato in Siberia nel 1727, circa 6400 km ad est di San Pietroburgo. Venne poi graziato nel 1730 per le sue abilità in campo militare. Quando la figlia di Pietro, Elisabetta, salì al trono nel 1741, egli divenne un personaggio molto importante della sua corte, raggiungendo il grado di maggior generale e diventando soprintendente di Reval (oggi Tallinn, in Estonia), carica che ricoprì dal 1742 al 1752. Una lettera, datata 22 marzo 1744, firmata da "A. Ganibal" (da notare con solo una 'n'), è stata fotografata presso l'Archivio della città di Tallinn. L'imperatrice Elisabetta gli aveva assegnato nel 1742 la tenuta di Michailovskoe, nell'allora Governatorato di Pskov, con centinaia di servi. Qui egli si ritirò nel 1762.
Si dice che il grande generale Aleksandr Suvorov dovette la propria carriera come soldato a Gannibal, che riuscì a convincere suo padre a lasciare intraprendere al figlio la carriera militare.

### La famiglia
Gannibal si sposò due volte. La sua prima moglie fu Evdokija Dioper, una nobildonna di origine greca. La coppia si sposò nel 1731 ed ebbe una figlia. Evdokija disprezzava suo marito, che era stata costretta a sposare; quando Gannibal scoprì che lei gli era stata infedele, la fece arrestare e gettare in prigione, dove trascorse undici anni in condizioni terribili. Gannibal cominciò dunque a convivere con un'altra donna, Christina Regina Siöberg (1705-1781), figlia di Mattias Johan Siöberg e Christina Elisabeth d'Albedyll, e la sposò a Reval nel 1736, un anno dopo la nascita del loro primo figlio, mentre lui era ancora legalmente sposato con la prima moglie. Il suo divorzio da Evdokija non divenne definitivo fino al 1753, per cui a Gannibal, in quanto bigamo, vennero inflitte un'ammenda ed una penitenza, mentre Evdokija fu mandata in un convento per il resto della vita. Il secondo matrimonio di Gannibal venne comunque ritenuto legale dopo il divorzio.

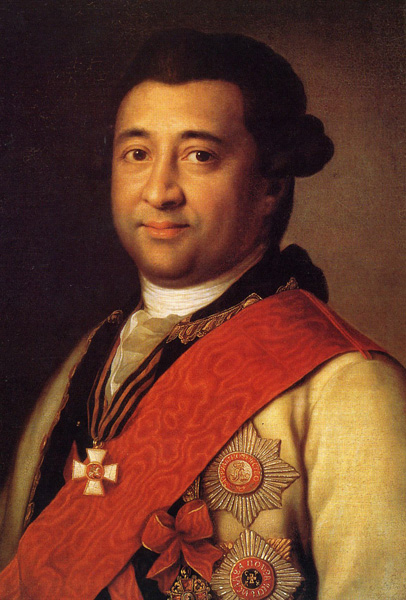
Ivan Gannibal, figlio primogenito di Abram

Dal lato paterno, la seconda moglie di Gannibal discendeva da nobili famiglie scandinave e tedesche: Siöberg (Svezia), Galtung (Norvegia) e Grabow (Danimarca e Brandenburgo). Suo nonno paterno era stato Gustaf Siöberg, Rittmester til Estrup, morto nel 1694, la cui moglie Clara Maria Lauritzdatter Galtung (ca. 1651-1698) era figlia di Lauritz Lauritzson Galtung (ca. 1615-1661) e di Barbara Grabow til Pederstrup (1631-1696).
Abram Gannibal e Christina Regina Siöberg ebbero dieci figli, tra cui un maschio, Osip, che, a sua volta, ebbe una figlia, Nadežda, madre del poeta Aleksandr Puškin. Il figlio più vecchio di Gannibal, Ivan, divenne ufficiale di marina, contribuì a fondare la città di Cherson, in Crimea, nel 1779 e raggiunse il grado di generale in capo, il secondo più alto grado militare della Russia imperiale.
Alcuni aristocratici inglesi discendono da Gannibal, tra cui Natalia Grosvenor, duchessa di Westminster e sua sorella, Alexandra Hamilton, duchessa di Abercorn. Anche George Mountbatten, IV marchese di Milford Haven, cugino di Elisabetta II del Regno Unito, è un discendente diretto, in quanto nipote di Nadejda Mountbatten, marchesa di Milford Haven.